# Arboreto Graver
El Arboreto Graver (en inglés: Arboretum Graver) o más formalmente como Lee and Virginia Graver Arboretum, es un arboreto y jardín botánico sin ánimo de lucro de unas 25.50 hectáreas (63 acres) de extensión propiedad del "Muhlenberg College", que se encuentra en la localidad de "Bushkill Township", al norte de Bath, Pensilvania. 

## Localización
Lee and Virginia Graver Arboretum Muhlenberg College, c/o Development Office 2400 Chew Street
Allentown Bath, Northampton county Pennsylvania PA 18104 United States of America-Estados Unidos de América
Planos y vistas satelitales40°48′0.36″N 75°21′48.6″O / 40.8001000, -75.363500.
Está abierto a diario al público sin cargo.

## Historia
El arboreto fue creado hace más 40 años por Dr. Lee and Virginia Graver, quienes cultivaban, flores silvestres, helechos, rhododendron, y árboles tanto nativos como raros procedentes  de todo el mundo, incluyendo más de 150 especies de coníferas. 
Los Graver donaron su propiedad al Muhlenberg College en 1994.

## Colecciones
El jardín botánico cuenta con una excepcional colección de árboles raros y poco comunes y otras plantas leñosas de todo el mundo. 
Entre las rincipales plantas de las colecciones del Lee and Virginia Graver Arboretum incluye:
- Coníferas Abies, Cedrus, Chamaecyparis, Cupressus, Juniperus, Larix, Metasequoia, Picea, Pinus, Pseudotsuga, Sequoiadendron, Taxodium, Thuja, Tsuga, y otras.
- Plantas de humedales[1] - Alisma subcordatum, Bidens cernua, Brasenia schreberi, Chelone glabra, Cicuta maculata, Gentianopsis crinita, Juncus effusus, Leersia oryzoides, Ludwigia palustris, Lycopus americanus, Myosotis scorpioides, Persicaria hydropiper, Persicaria sagittata, Potamogeton sp., Sagittaria latifolia, Saxifraga pensylvanica, Symplocarpus foetidus, Taxodium distichum, Typha latifolia; así como Amelanchier arborea, Arisaema triphyllum, Betula alleghaniensis, Bidens comosa, Boehmeria cylindrica, Carex sp., Carpinus caroliniana, Echinocystis lobata, Eleocharis sp., Eupatorium perfoliatum, Eutrochium maculatum, Hamamelis virginiana, Impatiens capensis, Larix laricina, Lindera benzoin, Onoclea sensibilis, Osmundastrum cinnamomeum, Osmunda claytoniana, Ranunculus sp., Pilea pumila, Sambucus canadensis, Smilax herbacea, Thuja occidentalis, Toxicodendron radicans, Veratrum viride, y Zizia aurea.
- Flores silvestres[2] - Aster lateriflorus, Gentiana clausa, Rudbeckia triloba, . .
- Rhododendron